# Qarah Bāghlū (ort i Ardabil)
Qarah Bāghlū (persiska: قره باغلار, قره باغلر, Qareh Bāghlār, Qarah Bāghlar, قره باغ لو) är en ort i Iran.   Den ligger i provinsen Ardabil, i den nordvästra delen av landet, 500 km nordväst om huvudstaden Teheran. Qarah Bāghlū ligger 1 090 meter över havet och antalet invånare är 454.
Terrängen runt Qarah Bāghlū är kuperad åt nordost, men åt sydväst är den platt.Runt Qarah Bāghlū är det ganska tätbefolkat, med 56 invånare per kvadratkilometer. Närmaste större samhälle är Meshgīn Shahr, 10,3 km sydost om Qarah Bāghlū. Trakten runt Qarah Bāghlū består till största delen av jordbruksmark.